# Maarten van der Weijden
Maarten van der Weijden (n. 31 martie 1981, Alkmaar, Olanda de Nord, Țările de Jos) este un înotător ce a reprezentat Regatul Țărilor de Jos, medaliat olimpic. A participat la o ediție a Jocurilor Olimpice (2008) în care a câștigat o medalie de aur.

## Participări
Lista de mai jos prezintă principalele competiții la care a participat Maarten van der Weijden de-a lungul carierei.
- swimming at the 2008 Summer Olympics – men's marathon 10 kilometre[*]